# منطقة الباطنة
منطقة الباطنة هي إحدى المناطق التابعة لسلطنة عمان وتعرف باسم ساحل الباطنة، إذ أنها تحتل موقعا جغرافياً حيوياً على ساحل خليج عمان. حيث تمتد من خطمة ملاحة شمالاً إلى رأس الحمراء جنوباً وتنحصر بين سفوح جبال الحجر الغربي غرباً وبين خليج عمان شرقاً، ويصل عرض السهل الساحلي حوالي 25 كم. ويبلغ إجمالي سكانها نحو 563.833 عماني و 88.833 وافد حسب إحصائيات عام 2003. وتضم المنطقة أكبر عدد من الولايات إذ أنها تشتمل على اثنتي عشرة ولاية.

## محافظتا شمال الباطنة وجنوب الباطنة
تنقسم منطقة الباطنة إلى محافظتين رئيسيتين هما:
- محافظة شمال الباطنة
- محافظة جنوب الباطنة

وتشتمل محافظة شمال الباطنة على الولايات: صحار، وشناص، ولوى، وصحم، والخابورة، والسويق، وتعتبر مدينة صحار المركز الإقليمي للمحافظة، وتبعد عن مسقط العاصمة بنحو 230 كم، كما أنها كانت عاصمة لعُمان قبل ظهور الإسلام، ومن آثارها التاريخية قلعة الشماء، واشتهرت ولاية صحار بإنتاج وتصدير النحاس منذ زمن طويل، وبالنظر لطبيعة موقع المحافظة فقد لعبت دورًا هامًا في التاريخ القديم، وتشتهر بآثارها التاريخية مثل قلعة صحار. وتنفرد محافظة شمال الباطنة بوجود بعض الأشجار النادرة مثل شجرة الماسوة في ولاية لوى، وشجرة الديباج في ولاية السويق، أما أهم الصناعات التقليدية التي تشتهر بها المحافظة فهي صناعة الخناجر والسيوف والسفن والفخار والخزف والجلد وصناعة الحلوى العمانية. في حين تضم محافظة جنوب الباطنة ولايات الرستاق، والعوابي، ونخل، ووادي المعاول، وبركاء، والمصنعة، ومركز المحافظة هي ولاية الرستاق. وتشتهر المحافظة بمعالمها التاريخية والسياحية، مثل حصن الحزم وقلعة الرستاق، كما يوجد فيها عدد من العيون مثل عين الكسفة وعين الثوارة في نخل، كما تشتهر ولاية بركاء بجمال طبيعتها الساحلية وبالحياة الطبيعية، حيث الطيور والسلاحف التي تعيش في الجزر التابعة للولاية.

## التقسيم الإداري
تنقسم المنطقة على محافظتين رئيسيتين وهي:

### محافظة شمال الباطنة
وهي يتبع لها 6 ولايات ومركزها الإقليمي صحار والولايات هي:
- 1- ولاية صحار:

تعتبر المركز الإقليمي للمنطقة، وتتميز صحار بانتشار الأودية التي تنساب فيها المياه، ومن أبرزها وادي «حيبي» الذي يبعد عن مركز المدينة بحوالي 60 كيلومترًا، إضافة إلى كل من وادي «عاهن» ووادي «الجزي»، وكذلك المناطق الجبلية الصغيرة الواقعة على السفوح وضفاف الأودية. كما يوجد بها مجموعة من الحدائق الطبيعية والتي أضافت إليها منجزات النهضة العملاقة -على مدى السنوات الخمس والعشرين الماضية- أضافت إليها تطويرًا يتكاثرعامًا بعد الآخر، نظرًا لأهميتها ومكانتها التاريخية. الأمر الذي جعل من صحار «واحة خضراء»، كما انتشرت المجسمات الفنية الراقية المستوحاة من التاريخ العماني العريق وعطاءات البعث النهوضي الشامل الذي تحقق فيه إطلالة السلطان قابوس، مما جعل صحار العامرة بالفنادق والاستراحات، والمشهورة بتعدد نافورات المياه في شوارعها الحديثة المتسعة التي تمتد بين النخيل والأشجار، كل ذلك جعلها مؤهلة لاجتذاب السائحين القادمين من داخل السلطنة وخارجها على حد سواء.
- 2- ولاية شناص
- 3- ولاية السويق
- 4- ولاية لوى
- 5- ولاية صحم
- 6- الخابورة

### محافظة جنوب الباطنة
- 1-ولاية الرستاق:

من أهم الولايات في السلطنة وعاصمة عمان قديمًا، وتحتوي على قلعة الرستاق وحصن الجزم والكثير من الآثار التاريخية، ويوجد بها مستشفى الرستاق، وكلية الرستاق، والمديرية لمحافظة الباطنة جنوب، ومجمع المحاكم، وتوجد بها الكثير من العيون وأهمها عين الكسفة.
- 2- ولاية بركاء:

بوابة الباطنة حيث انها متصله بالعاصمة مسقط، وتتميز بالاكتفاء الذاتي من الجانب الزراعي والسمكي سابقاً، وتمتلك مقومات المدينة الصاعدة، حيث تمتلك رؤس اموال جيدة على هيئة مباني ومراكز تجارية تستقطب الكثير من الزوار والسياح، بالإضافة إلى طبيعتها الساحلية الجميلة، مع موروث ثقافي متنوع، كما تشتهر ولاية بركاء بجمال طبيعتها الساحلية وبالحياة الطبيعية حيث الطيور والسلاحف التي تعيش في الجزر التابعة للولاية.
- 3-ولاية نخل
- 4- ولاية وادي المعاول
- 5- ولاية العوابي
- 6- ولاية المصنعة

## جغرافيا المنطقة

### عدد السكان
إجمالي عدد السكان: 408833 عدد العمانيين منهم: 350998 نسمة وغير العمانيين: 57835
| الولاية  | عدد المساكن | عدد الأسر | عدد السكان | عُماني   | وافد   | مجموع السكان | ذكور  | إناث  | المجموع |
| صحار     | 17.808      | 14.306    | 42372      | 41526   | 83898  | 15289        | 4870  | 20159 | 104.057 |
| شناص     | 7.677       | 6.182     | 21062      | 20045   | 41107  | 4863         | 1278  | 6141  | 47.248  |
| لوى      | 3.987       | 3.202     | 11423      | 11410   | 22833  | 2100         | 567   | 2667  | 25.500  |
| صحم      | 13.558      | 10.838    | 37369      | 37516   | 74885  | 7468         | 2105  | 9573  | 84.458  |
| الخابورة | 7.798       | 6.049     | 20907      | 20869   | 41776  | 3742         | 984   | 4726  | 46.502  |
| السويق   | 15.968      | 13.263    | 43240      | 43259   | 86499  | 11773        | 2796  | 14569 | 101.068 |
| المجموع  | 66,796      | 53,840    | 176,373    | 174,625 | 350998 | 45235        | 12600 | 57835 | 408833  |

إحصائيات المساكن والأسر والسكان لمحافظة جنوب الباطنة:

## المعالم السياحية

### الآثار

#### قلعة الرستاق
تقع قلعة الرستاق عند سفح الجبل الأخضر على حافة سهل الباطنة في ولاية الرستاق بمحافظة جنوب الباطنة، أنشئت القلعة أولا على الخرائب الفارسية حوالي عام 1250م، ولكن المبنى المهيب الحالي أُعيد بناؤه على يد أول أئمة اليعاربة في الفترة من 1624-1649م، وهي تتكون من طابقين إضافة إلى الطابق الأرضي، بها مساكن، ومخازن للأسلحة، وغرف استقبال، وبوابات، ومسجد، وسجون، وآبار، ومرافق أخرى، وفي قلعة الرستاق أربعة أبراج تم بناؤها في عامي 1477م و 19.6م، أولها البرج الأحمر، ويبلغ ارتفاعه أكثر من 16 متراً وقطره تسعة أمتار ونصف المتر. وثانياً: برج الريح، بناه الإمام سيف بن سلطان اليعربي، والذي يوجد قبره في الركن الغربي من القلعة، ويبلغ ارتفاعه «برج الريح» 12 مترا والقطر 12 متراً أيضاً، ويحيط بسوره مائة مثلث تجميليا. وثالثها: برج الشياطين، وبناه الإمام سيف بن سلطان اليعربي أيضاً، وهو الملقب بـ«قيد الأرض»، ويبلغ ارتفاع البرج 18 متراً ونصف المتر وقطره ستة أمتار تقريباً وتحيط بسوره خمسة مثلثات تجميليا. ورابعها: البرج الحديث، وبني في عهد الإمام أحمد بن سعيد، ويبلغ ارتفاعه 11 متراً ونصف المتر، وعليه ثمانون مثلثا تجميليا. وفي قلعة الرستاق عشرة مدافع. أربعة منها في البرج الحديث، وثلاثة في برج الريح، والثلاث الأخرى في أسفل القلعة. كما توجد بها أربعة صباحات – بوابات – هي: صباح اليعاربة – العلعال – الوسطى – صباح السرحة. مساحة القلعة: الطول 60 متراً- العرض 45 متراً - المساحة الإجمالية: 2700 متر مربع.

#### حصن الحزم
يقع في ولاية الرستاق في محافظة الباطنة، يستفيد المعقل العسكري العظيم في الحزم فائدة قصوى من المعالم الدفاعية العمانية التقليدية، مثل البوابة الخشبية الضخمة وأنفاق الهروب السرية والأبراج المحصنة وأبراج وفتحات المدافع والطوابق العليا، وهناك مساقط أعلى المدخل الرئيسي لصب الزيت أو عسل التمر المغلي على المهاجمين المندفعين. ويعد أيضاً من أروع بدائع الفن المعماري الإسلامي العماني، بناه الإمام سلطان بن سيف بن سلطان اليعربي عام (1711 م) وهو ابن الإمام الملقب ب«قيد الأرض». ويمتاز الحصن – من الناحية المعمارية – بعدم وجود أية أخشاب في سقوفه، التي هي عقود مستديرة ثابتة على أسطوانات – أعمدة – كما لا يقل عرض الجدار الواحد – الحائط – عن ثلاثة أمتار. وللحصن عدة أبواب ضخمة لا تلتقي بممر واحد، وبه عدة مدافع أثرية برتغالية وإسبانية يصل مداها 70 كيلومتراً. وهو يتميز بوجود عدة سلالم خاصة لصعود الخيل، بالإضافة إلى الممرات السرية التي يبلغ عرض كل منها مترين بارتفاع مترين آخرين، وهي ممرات تنتشر في الجهات الأربع للحصن لتخرج بعد ها إلى المدينة. كما يوجد في حصن الحزم عدد من الغرف التي كانت مستخدمة لتدريس القرآن الكريم والعلوم والمعارف الدينية، ويخترق الحصن فلج أو مياه متدفقة. مساحة الحصن: الطول: 40 م - العرض: 40 م -المساحة الإجمالية: 1600 متر مربع.

#### قلعة نخل
من أبرز المعالم الأثرية لولاية نخل في محافظة جنوب الباطنة الواقعة على ربوة جبلية يصل ارتفاعها إلى 200 قدما في سفوح جبال الحجر الغربي، ويعود تاريخها إلى القرن 17. ويمر أسفلها جسر ذو انحنائين، وهي قوية البناء ضخمة الهيكل، تضم عددًا من البروج أشهرها الثلاثة، الشرقي والغربي والأوسط، في داخلها بئران من المياه. قام بترميمها وإدخال التحسينات عليها إمام عمان السادس الصلت بن مالك الخروصي عام 170هـ، ثم أضاف بنو نبهان بعض اللمسات والتجديدات في عام 200هـ، وفي العام الألف للهجرة النبوية الشريفة قامت دولة اليعاربة بتجديد بناء القلعة وإدخال بعض الإضافات عليها، وفي العام 1250هـ جددها السلطان سعيد بن سلطان الذي بنى السور والباب القائم في الوسط، وفي عهد السلطان قابوس أُعيد ترميمها بالكامل في عام 1411هـ الموافق للعام 1990.

#### بيت النعمان
يقع بولاية بركاء في محافظة جنوب الباطنة، بناه الإمام سيف بن سلطان اليعربي «قيد الأرض» وذلك ما بين عام 1692ـ 1711، وغرس من حوله ثلاثين ألفا من أشجار النخيل والنارجيل، حيث يعتبر تشيده أحد المنجزات الكثيرة للنهضة السياسية والاقتصادية التي شهدتها عمان في فترة أئمة اليعاربة، وهو عبارة عن مبنى مربع الشكل مكونا من دورين، ويضم بيت النعمان أبراجًا دائرية، في كل ركن واحد من هذه الأبراج يتكون من ثلاثة أدوار، ولقد ظل هذا المعقل يستخدم كسكن لاستراحة المسافرين من الشخصيات البارزة والأعيان وموقفًا لاحتفالات المحاربين حتى عقود قليلة خلت من مسقط وإلى الرستاق. واتخذ الإمام أحمد بن سعيد البوسعيدي بيت النعمان استراحة له أثناء رحلاته. ويبلغ عرض المدخل المقنطر على مستوى سطح الأرض في الناحية الشمالية 1.8 م، ويتراوح طول كل سور من الأسوار الخارجية ما بين 11.6م و 12م، ويتزين الجزء العلوي منه بفتحات مزخرفة، أما البرج الجنوبي الشرقي يبلغ قطره 8م ويمتد مسافته 3م خارج السور، ويتميز هذا البرج بسقف نادر على شكل قبة، ويتم الدخول إلى المبنى عبر بهو مقنطر ويمكن رؤية طلاء الجص البديع في الغرف العلوية. وقد قامت وزارة التراث والثقافة بترميم بيت النعمان عام 1411هـ /1990 م.

#### حصن بركاء
من المعالم الرئيسية على ساحل الباطنة، ويقع بولاية بركاء على بعد بضعة مئات من الأمتار من شاطئ بحر عمان. وهو عبارة عن بناء مستطيل الشكل يضم أبراجًا ركنية ضخمة، وبه برج آخر في الجهة الشمالية متعدد الأضلاع، ويبدو أنه أضيف في وقت لاحق، وفي مؤخر الحصن هناك برجا مراقبة، أعيد ترميمهما، وقد كانا يوماً ما يشكلان جزءاً من سور المدينة الدفاعي، وتعود أقدم أجزائه التي تم بناؤه في (1120هـ - 1708م) إلى عهد الإمام سيف بن سلطان اليعربي، وقد قام السيد حمد بن سعيد بن أحمد البوسعيدي بإدخال إضافات وملحقات عليه، والحصن مبني من الحجارة والطين والجص، وقد قامت وزارة التراث والثقافة بترميمه عام 1985م وصيانته في عام 1990م.

#### حـصن صحم
يتكون حصن صحم من دور واحد ويوجد به العديد من الغرف قام ببنائها السيد شهاب بن فيصل بن تركي البوسعيدي في عهد السلطان/ سعيد بن تيمور بن فيصل البوسعيدي (1351هـ / 1932م – 1390هـ / 1970م)، وبني هذا الحصن على الساحل ضمن الحدود العمرانية لمدينة صحم من أعمال منطقة شمال الباطنة. والحصن عبارة عن بناء مستطيل الشكل، يبلغ طوله حوالي 50 متراً وعرضه حوالي 40 متراً وارتفاعه 14 متراً، وقد شيد الحصن باستخدام مادتي الطين والحصى والحجارة، وسور الحصن مزود بأربعة أبراج مربعة الشكل. وقد رمم الحصن عام 1415هـ / 1994م. وبجانب استخدامه للأغراض الدفاعية كان الحصن يستخدم أيضاً لأغراض السكن ومركزًا للوالي يدير منه شؤون الولاية، وكذلك كمحكمة شرعية تقضي في أمور المواطنين.

#### بيت الفليج
عبارة عن مسكن محصن يقع ناحية الداخل من بركاء، وقد بناه الحاكم السيد سلطان بن أحمد لإسكان حريمه، وقد شيده بعد فترة وجيزة من سنة 1224هـ/1799م، واتخذه مقراً رئيسياً له خلال السنوات الأخيرة من حياته، إذ أنه توفي في سنة 1229هـ/1804م، وكان السلاطين السابقين يستخدمونه أحيانًا كاستراحة ريفية للصيد، ويصف برتردام توماس حصن بيت الفليج بأنه يسر الناظر إليه. وقد وجده في حالة انشائية أفضل من حصون الباطنة، وربما كان ذلك لأن أساساته مشيدة من الحجر الكلسي الصلد وليس على الرمال، مع أن مياه فلجه كانت تجف أحياناً. وهذا البيت عبارة عن مبنى مستطيل الشكل يبلغ ارتفاعه حوالي 6.5 متر، ويضم برجين دائريين للمدافع مشيدين بالحجارة ومطليين بالجص، ويقع أحد البرجين في الشمال والآخر في الجنوب الشرقي من المبنى، ويبلغ قطر كل منهما 9م، قامت وزارة التراث والثقافة بترميمة عام 1990م.

#### حصن صحار
تشير الروايات إلى أنه شُيّد في القرن السابع الهجري/الثالث عشر الميلادي، أو في بداية القرن الثامن الهجري/الرابع عشر الميلادي، وموقعه في الطرف الجنوبي لمدينة صحار، وذلك على موقع آثار البيوت القديمة، وليس على آثار حصون قديمة، وقد أنشأ الحصن أمراء هرمز. الحصن عبارة عن بناء مستطيل الشكل ذو أسوار عالية، حيث يبلغ السور الخارجي حوالي 120م، ويبلغ العرض حوالي 70م. ويحتوي التحصين على معاقل وأبراج دائرية الشكل، ويقع أكبر الأبراج في الركن الشمالي ويبلغ قطره حوالي 12,7م في جزئه العلوي عند السطح، أما قاعدته فتبلغ مساحتها حوالي 13م، وللحصن معقل عند مدخله يبلغ طوله حوالي 15,3م، وارتفاعه 3,8م، وعرضه حوالي 8م، وسماكة جدرانه حوالي 1,7م، وبه خمس فتحات للمدافع، ولعل البرج الذي في الجهة الشمالية بجوار المدخل كان واحدًا من برجين يحرسان مدخل الحصن.
ويتميز الحصن بوجود (برج عالي) مكون من ثلاثة طوابق، كما تذكر بعض الروايات أنه إلى عهد قريب كان يوجد برج يبعد عن البحر 54 م. ولعله كان أحد مكونات أو معاقل سور بحري، وكان مشيدًا بالطوب المشوي (المحروق) وعرفت صحار بهذه الصناعة منذ زمن بعيد، وقد بهر بالحصن العديد من القواد العسكريين الذين احتلوه لضخامته وقوته.
وكان حصن صحار مركزًا ومعقلاً عسكريًا للقيادات التي سيطرت على صحار من الهرمزيين والبرتغاليين واليعاربة والبوسعيديين، كما كان الحصن مركزًا للسلطة السياسية والإدارية منذ نشأته وحتى بدايات العقد الثامن من القرن العشرين حيث نقلت السلطة بعد ذلك إلى مكاتب الولاة.

### معالم طبيعية

#### عيون وأودية الرستاق
تتميز الرستاق بعدد من المواقع السياحية الهامة ومنها العيون التالية:
- «عين الكسفة» هي عبارة عن عيون لمياه طبيعية تصل درجة حرارتها 45 درجة مئوية ثابتة. تخرج منها المياه الساخنة في عدة «جداول» لسقاية البساتين، وتشتهر مياه «عين الكسفة» بكونها علاجًا طبيعيًا لأمراض الروماتيزم، نظرًا لطبيعتها «الكبريتية»، وكذلك علاجا للأمراض الجلدية. وتقع على مسافة كيلومترًا من وسط الولاية.
- «عين الحوت» وتقع بوادي بني عوف، وهي عبارة عن «نقع مائي» عرضه حوالي 60 سنتيمترًا.
- «عين الخضراء» الواقعة بوادي السحتن، وهي عبارة عن «نقع مائي» أيضا تحيط بها الأشجار والنخيل.
- «عين الزرقاء» بنيابة الحوقين إضافة إلى عدد من شلالات المياه بعضها في نيابة الحوقين والأخرى في وادي السحتن.
- «وادي الحوقين» يبعد عن مركز ولاية الرستاق بحوالي 40 كم وعن محافظة مسقط بحوالي 150 كم، ويتميز هذا الوادي بجريان مياهه على مدار العام، إضافة إلى تميز مجراه بوجود الشلالات الجميلة وكذلك العيون المائية الدائمة الجريان. ومن الأودية التي يمكن اعتبارها مواقع سياحية جميلة بالولاية هي: وادي بني غافر، والسحتن، ووادي بني عوف. ويصل عدد الأفلاج بالولاية إلى حوالي 200 فلج أبرزها: الصايغي - الحمام - الطاعني - الكامل - التيار - فلج أبو ثعلب. إلى جانب مجموعة من الكهوف التي تجري بها المياه، وأهمها كهف «السنقحة»، ومن أهم السدود في الولاية«سد وادي الفرع».

#### شاطئ السوادي
يقع هذا الشاطئ في ولاية بركاء بمحافظة جنوب الباطنة، والتي تبعد 70 كم من العاصمة مسقط، وما يميز هذا الشاطئ تلك الجزر الصخرية الجميلة التي تتوزع على مساحات قريبة من الساحل، حيث تكمن أهمية هذه الجزر في إضافة اللمسة الجمالية للموقع، كما أنها تعتبر موقعًا مناسبًا لتجمعات الطيور المهاجرة والمستوطنة.
ويمكن في هذا الشاطئ ممارسة العديد من الأنشطة البحرية، حيث يحوي الشاطئ على منتجع مجهز بكل ما يحتاجه الزائر لممارسة مثل هذه الأنشطة.

#### محمية جزر الديمانيات
تقع محمية جزر الديمانيات بين ولايتي السيب بمحافظة مسقط وولاية بركاء بمحافظة جنوب الباطنة، وتبعد حوالي 18 كم بحري من شاطئ بركاء (70 كم غرب مسقط العاصمة)، وتبلغ مساحتها الكلية 100 هكتار، وهي عبارة عن مجموعة من 9 جزر، وتتميز بشواطئها البكر ذات الرمال البيضاء ومياهها الزرقاء الصافية، وتعتبر من المحميات ذات التراث الطبيعي الغني بأنواع عدة من الشعاب المرجانية، وهي تضم مجموعات نادرة من الشعاب المرجانية. وتأوي إلى الجزر أعداد كبيرة من السلاحف البحرية لوضع البيض والتعشيش، وتفد إليها أعداد لا حصر لها من الطيور المهاجرة والمستوطنة.
وقد تم تسجيلها دولياً عام 1984 نظراً لأنها تقع ضمن مشروع الحاجز المرجاني الأعظم الذي يُعد محمية طبيعية دولية، وتعتبر من أجمل أماكن الغوص في بحر عمان.
وتعرف الجزر محلياً بالأسماء التالية: خرابة، حيوت، الجبل الكبير (أم السكن)، وهو عبارة عن جزيرتين، الأولى اسمها قسمة، والثانية أم اللواحة (المنارة)، الجون ويضم ثلاثة جزر. علماً أن هذه الجزر تحوي أكثر من 22 موقعاً معروفاً للغوص، هذا بالإضافة إلى مكان رائع لممارسة رياضة Snorkeling، كما يحلو للبعض التخييم في هذه الجزر وخصوصاً في الفترة من أكتوبر إلى فبراير.
- أودية ولاية نخل

وتتعدد المناطق السياحية بوادي «مستل» ومن أشهرها: القورة - حدش - الهجار - الخضراء -العقيبة- الخدد، وجميع هذه المواقع تزدهر بالمنتجات الزراعية، ومنها: الرمان - الخوخ - العنب - المشمش - الجوز - السفرجل. كما يعد وادي «الأبيض» موقعًا سياحيًا جميلاً، لما يحظى به من وفرة المياه والحدائق الطبيعية على ضفتي الوادي.
- ولاية لوى

هناك بعض المعالم السياحية التي تتمثل في عدد من العيون والأفلاج والكهوف، مثل «عين العزم» المحاذية لخور البحر، والتي تنتشر على جانبها أشجار (القرم)، وفي جبل أبو كهف يوجد أشهر كهوف ولاية لوى، وهناك حوالي عشرين فلجا.

## اقتصاد

### الزراعة
تشتهر المنطقة بزراعة الحمضيات بأنواعها والخضروات والبقول وأصناف من التمر مثل (الزبد، الهلالي، الخلاص، أبو سويح، الزبد).

### صيد الأسماك
يعتبر صيد الأسماك من المهن الرئيسية لأبناء المنطقة.

### رعي الحيوانات
يعمل أهل المنطقة في رعي الماعز والأبقار والإبل والخيول ويتاجرون بها.

### الحرف والصناعات التقليدية
اشتهرت المنطقة ببعض الصناعات التقليدية كصناعة القوارب والصناعات الخوصية وصناعة الخناجر والسيوف والفضيات والمحازم والأبواب والأعمدة الخشبية وصناعة الحلوى العمانية والأدوية الشعبية وعرفت أيضاً بصناعة السعفيات ـ هي الأدوات المصنوعة من سعف النخيل ـ مثل الحبال والقفر وأدوات الزاجرة والجذاعة والمرواح.

## معرض صور

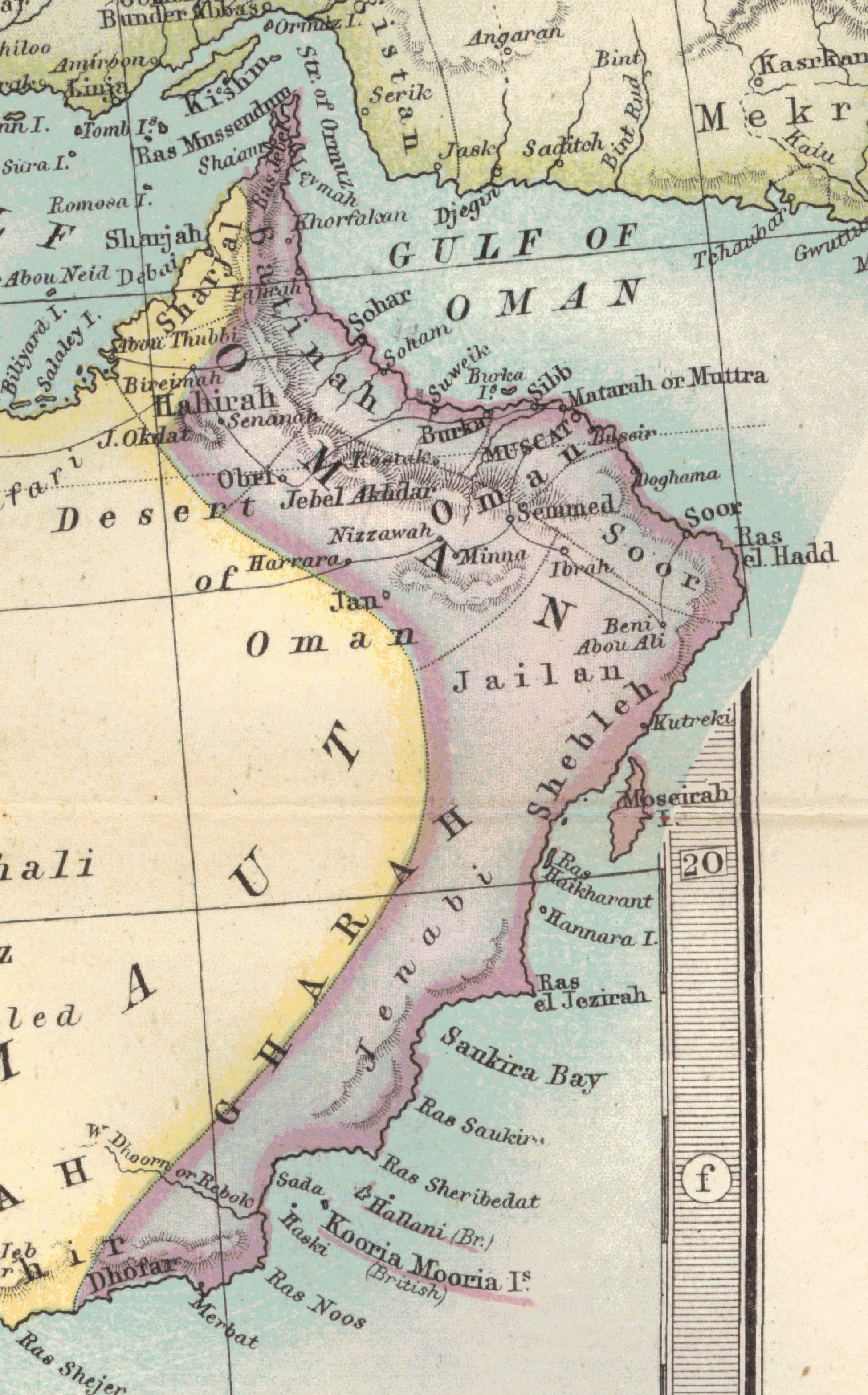
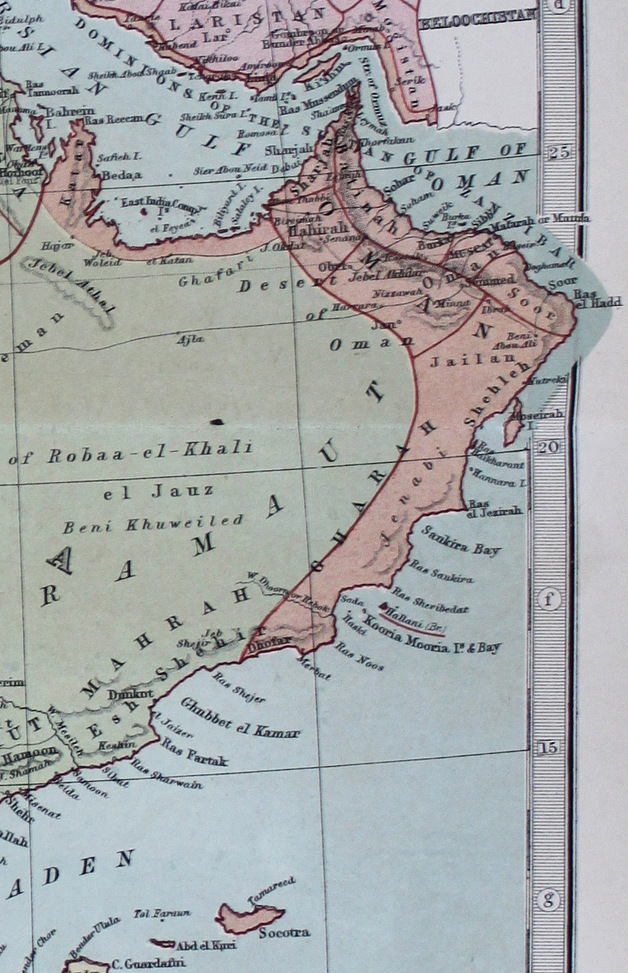
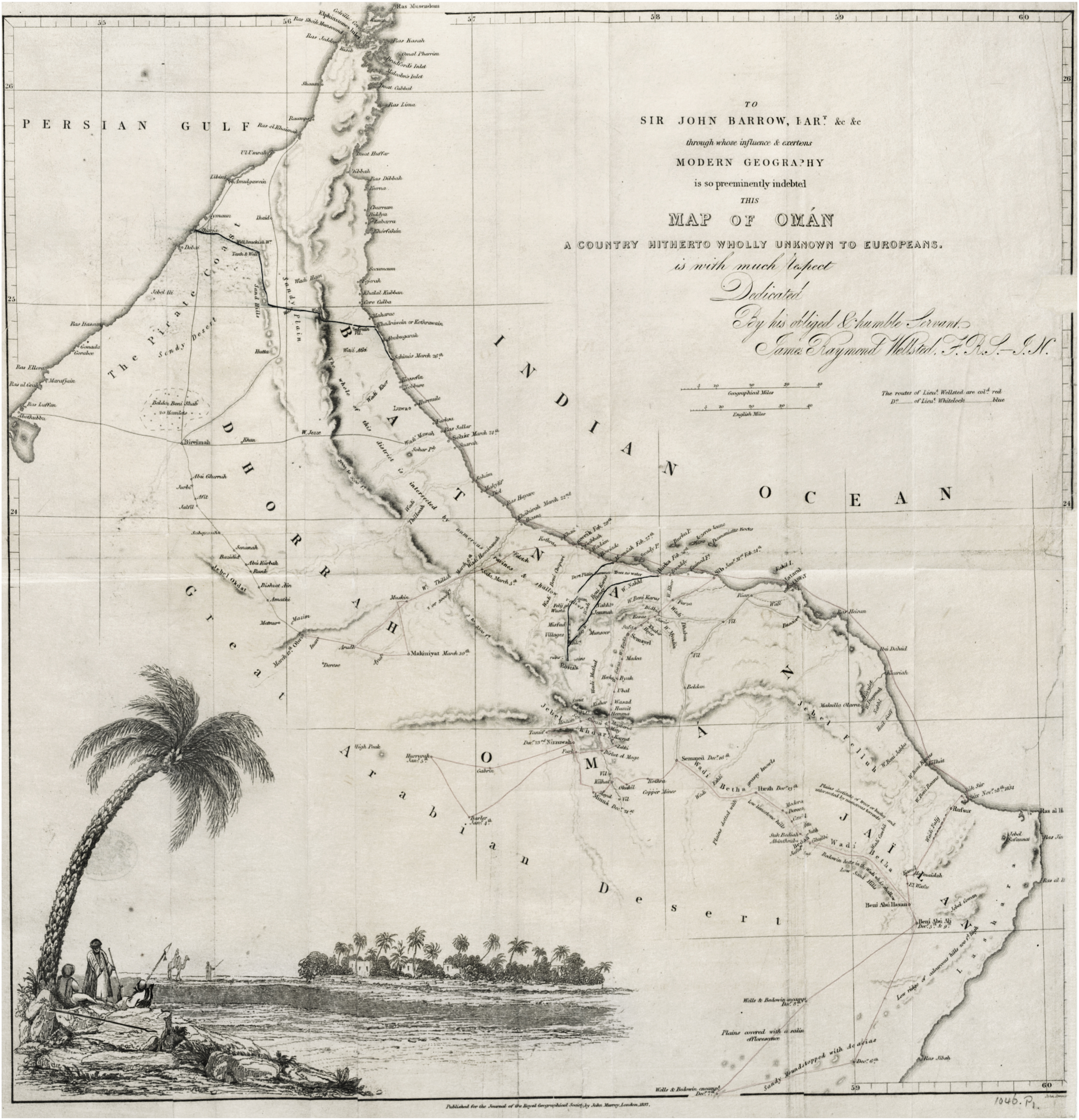

## وصلات خارجية
- خبار بلادي..سلطنة عمان.. محافظة الباطنة بشقيها
- رابط بالمعلومات التفصيلية عن منطقة الباطنة